# Corneilla-de-Conflent
Corneilla-de-Conflent là một xã thuộc tỉnh Pyrénées-Orientales trong vùng Occitanie phía nam Pháp. Xã này nằm ở khu vực có độ cao trung bình 634 mét trên mực nước biển.